# Killybegs
Killybegs (en gaèlic irlandès Na Cealla Beaga) és una vila d'Irlanda, al comtat de Donegal, a la província de l'Ulster. És el major port pesquer de la província i de l'illa d'Irlanda. Es troba a la costa sud de la província, al nord de la badia de Donegal, prop de la ciutat de Donegal. La vila se situa al capdavant d'un port pintoresc i a la base d'una vasta extensió muntanyosa que s'estén cap al nord. A l'estiu té lloc un festival de carrer que celebra les captures de peix i incorpora la tradicional "benedicció dels vaixells". Té una població de 1.297 habitants.

## Història
En 1588 Killybegs fou l'últim port que va acollir el vaixell espanyol La Girona, que havia ancorat al port quan l'Armada Espanyola arribà a la costa irlandesa durant la guerra entre Espanya i Anglaterra. Amb l'ajuda d'un cap de Killybegs, MacSweeney Bannagh, els tripulants de La Girona es van alimentar, repararen el vaixell i sortiren cap a Escòcia, però va naufragar davant les costes d'Antrim i van morir 1.300 persones.

## Personatges
- Kevin Sharkey, artista i músic
- Manus Boyle, futbolista gaèlic
- Barry Cunningham, futbolista gaèlic
- Barry McGowan, futbolista gaèlic
- Séamus Coleman, jugador de l'Everton F.C.
- Brian Brady, polític del Fianna Fáil
- Noelle Vial, poeta
- Thomas Pringle Independent TD